# Chráněná krajinná oblast Latorica
Chráněná krajinná oblast Latorica je nížinná chráněná krajinná oblast na Slovensku. Nachází se na jihovýchodním Slovensku v okresech Trebišov a Michalovce. Vyhlášena byla v roce 1990 s rozlohou 156,2 km², v roce 2004 došlo k rozšíření rozlohy chráněné krajinné oblasti. Část rozvodí  byla 26. května 1993 zařazena do seznamu Ramsarských lokalit mezinárodního významu jako Ramsarská lokalita Latorica (4044,7 hektaru). Na velké části území CHKO je ptačí oblast Medzibodrožie.

## Poloha
Chráněné území se nachází kolem slovenské části řeky Latorica a kolem nižších částí řek Ondava a Laborec. Krajinná oblast se skládá ze soustavy ramen, obklopených zaplavenými lesy a mokřady. Nejvýraznějším prvkem je vzácná biocenóza vody a močálů, která je jedinečná na Slovensku.

## Fauna
V CHKO Latorica bylo zaznamenáno 82 druhů měkkýšů: 36 druhů suchozemských plžů a 46 druhů sladkovodních měkkýšů.
Vzhledem k poloze a charakteru krajiny je oblast využívána vodním ptactvem nejen na hnízdění, ale i v případě stěhovavých ptáků na krátkodobý odpočinek.

## Maloplošná zvláště chráněná území
Národní přírodní rezervace
- Botiansky luh
- Kašvár
- Tajba
- Latorický luh

Přírodní rezervace
- Zatínsky luh
- Dlhé Tice
- Krátke Tice
- Boľské rašelinisko
- Veľké jazero
- Biele jazero
- Tarbucka
- Oborínský luh

Chráněné areály
- Oborínske jamy